# Аттий Инстей Тертулл
Аттий Инстей Тертулл (лат. Attius Insteius Tertullus) — римский политический деятель начала IV века.
Возможно, Тертулл был потомком Луция Инстея Тертулла, августала в 214 году и идентифицируется с наместником Апулии и Калабрии Аттием Инстеем Тертуллом Популонием (который мог быть его сыном).
Тертулл был сенатором, был в неизвестный год консулом-суффектом. Корректором Венеции и Истрии при Максимиане Геркулии. Затем он был проконсулом Африки. В 307—308 годах Тертулл занял важную должность префекта Рима. Во время своего пребывания на посту префекта он, вероятно, занялся строительством базилики Максенция. В его честь была построена статуя, основание которой было найдено.